# Caseville (Michigan)
Caseville – miasto w Stanach Zjednoczonych, w stanie Michigan, w hrabstwie Huron.